# Calbach
Calbach ist ein Stadtteil von Büdingen im hessischen Wetteraukreis.

## Geographische Lage
Calbach liegt 4,5 km südwestlich von Büdingen. Der Krebsbach (Fallbach), der durch Calbach fließt, entspringt im Calbacher Köhlerwald und mündet südwestlich von Bruchköbel bei Hanau in die Kinzig.

## Geschichte

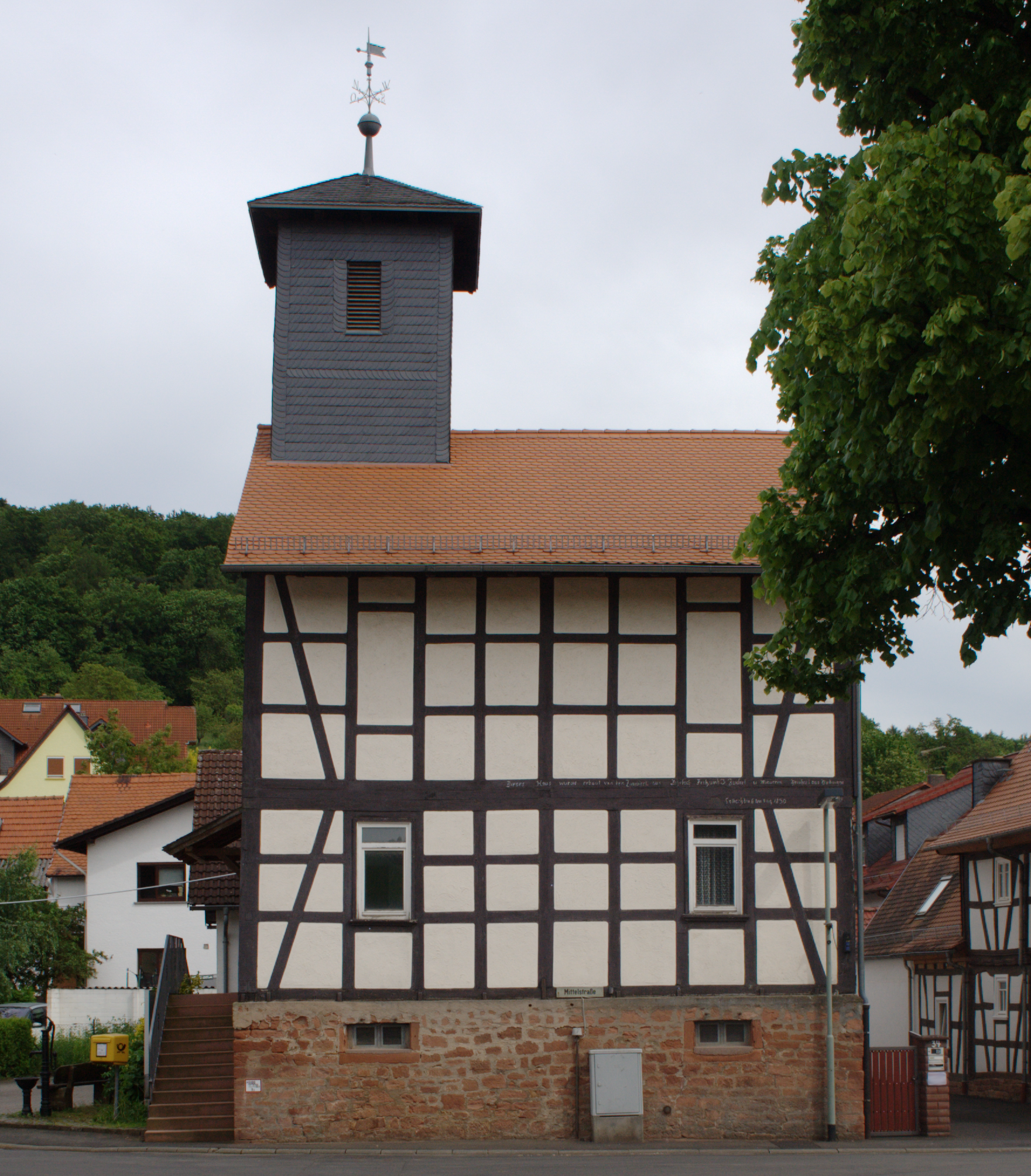
Fachwerkhaus in Calbach

### Ortsgeschichte
Die älteste bekannte schriftliche Erwähnung von Calbach erfolgte unter dem Namen nnn am 10. Juli 1437.
Das Dorf gehörte zu den „geteilten“ Siedlungen in der östlichen Wetterau. So gehörte die linke Dorfseite von alters her in die Mark und das Gericht Büdingen, die rechte in das Gericht Glauberg/Ortenberg. Bis 1712 wurden die Toten noch in Büdingen bei der St.-Remigius-Kirche beigesetzt, die von der rechten Seite in Düdelsheim auf dem Pfarrkirchhof. Bis 1711 besuchten die Kinder auch die Schulen in Büdingen bzw. die in Düdelsheim.
Hessische Gebietsreform (1970–1977)
Zum 31. Dezember 1971 wurde die bis dahin selbständige Gemeinde Calbach im Zuge der Gebietsreform in Hessen auf freiwilliger Basis als Stadtteil in die Stadt Büdingen eingegliedert. Für Calbach wurde ein Ortsbezirk errichtet.

### Verwaltungsgeschichte im Überblick
Die folgende Liste zeigt die Staaten und Verwaltungseinheiten, denen Calbach angehört(e):
- 1389: Heiliges Römisches Reich, Herrschaft Eppstein, Amt Ortenberg
- vor 1806: Heiliges Römisches Reich, Grafschaft Isenburg-Büdingen, Amt Büdingen
- ab 1806: Fürstentum Isenburg (Rheinbund),[Anm. 2] Amt Büdingen
- ab 1813: Generalgouvernement Frankfurt,[Anm. 3] Amt Büdingen
- ab 1815: Kaisertum Österreich,[Anm. 4] Amt Büdingen
- ab 1816: Großherzogtum Hessen (Souveränitätslande),[Anm. 5] Provinz Oberhessen, Amt Büdingen[10] (zur Standesherrschaft Isenburg gehörig)
- ab 1822: Großherzogtum Hessen, Provinz Oberhessen, Landratsbezirk Büdingen[11][Anm. 6]
- ab 1848: Großherzogtum Hessen, Regierungsbezirk Nidda
- ab 1852: Großherzogtum Hessen, Provinz Oberhessen, Kreis Büdingen
- ab 1867: Norddeutscher Bund, Großherzogtum Hessen, Provinz Oberhessen, Kreis Büdingen
- ab 1871: Deutsches Reich, Großherzogtum Hessen, Provinz Oberhessen, Kreis Büdingen
- ab 1918: Deutsches Reich, Volksstaat Hessen, Provinz Oberhessen, Kreis Büdingen
- ab 1938: Deutsches Reich, Volksstaat Hessen, Landkreis Büdingen[12][Anm. 7]
- ab 1945: Deutsches Reich, Amerikanische Besatzungszone, Groß-Hessen,[Anm. 8] Regierungsbezirk Darmstadt, Landkreis Büdingen
- ab 1946: Deutsches Reich, Amerikanische Besatzungszone, Hessen, Regierungsbezirk Darmstadt, Landkreis Büdingen
- ab 1949: Bundesrepublik Deutschland, Hessen, Regierungsbezirk Darmstadt, Landkreis Büdingen
- ab 1972: Bundesrepublik Deutschland, Hessen, Regierungsbezirk Darmstadt, Wetteraukreis, Stadt Büdingen

## Bevölkerung
Einwohnerstruktur 2011
Nach den Erhebungen des Zensus 2011 lebten am Stichtag dem 9. Mai 2011 in Calbach 525 Einwohner. Darunter waren 17 (3,2 %) Ausländer.
Nach dem Lebensalter waren 90 Einwohner unter 18 Jahren, 272 zwischen 18 und 49, 108 zwischen 50 und 64 und 78 Einwohner waren älter.
Die Einwohner lebten in 225 Haushalten. Davon waren 66 Singlehaushalte, 63 Paare ohne Kinder und 84 Paare mit Kindern, sowie 9 Alleinerziehende und 3 Wohngemeinschaften. In 39 Haushalten lebten ausschließlich Senioren und in 131 Haushaltungen lebten keine Senioren.
Einwohnerentwicklung
| Calbach: Einwohnerzahlen von 1834 bis 2022 | Calbach: Einwohnerzahlen von 1834 bis 2022 | Calbach: Einwohnerzahlen von 1834 bis 2022 | Calbach: Einwohnerzahlen von 1834 bis 2022 | Calbach: Einwohnerzahlen von 1834 bis 2022 |
| --- | ------------------------------------------ | ------------------------------------------ | ------------------------------------------ | ------------------------------------------ |
| Jahr |                                            |                                            |                                            | Einwohner                                  |
| 1834 | 1834                                       |                                            | 283                                        | 283                                        |
| 1840 | 1840                                       |                                            | 303                                        | 303                                        |
| 1846 | 1846                                       |                                            | 317                                        | 317                                        |
| 1852 | 1852                                       |                                            | 336                                        | 336                                        |
| 1858 | 1858                                       |                                            | 319                                        | 319                                        |
| 1864 | 1864                                       |                                            | 252                                        | 252                                        |
| 1871 | 1871                                       |                                            | 256                                        | 256                                        |
| 1875 | 1875                                       |                                            | 240                                        | 240                                        |
| 1885 | 1885                                       |                                            | 227                                        | 227                                        |
| 1895 | 1895                                       |                                            | 259                                        | 259                                        |
| 1905 | 1905                                       |                                            | 279                                        | 279                                        |
| 1910 | 1910                                       |                                            | 288                                        | 288                                        |
| 1925 | 1925                                       |                                            | 307                                        | 307                                        |
| 1939 | 1939                                       |                                            | 306                                        | 306                                        |
| 1946 | 1946                                       |                                            | 415                                        | 415                                        |
| 1950 | 1950                                       |                                            | 394                                        | 394                                        |
| 1956 | 1956                                       |                                            | 365                                        | 365                                        |
| 1961 | 1961                                       |                                            | 356                                        | 356                                        |
| 1967 | 1967                                       |                                            | 385                                        | 385                                        |
| 1970 | 1970                                       |                                            | 399                                        | 399                                        |
| 1980 | 1980                                       |                                            | ?                                          | ?                                          |
| 1990 | 1990                                       |                                            | 469                                        | 469                                        |
| 2000 | 2000                                       |                                            | 505                                        | 505                                        |
| 2011 | 2011                                       |                                            | 525                                        | 525                                        |
| 2014 | 2014                                       |                                            | 514                                        | 514                                        |
| 2022 | 2022                                       |                                            | 517                                        | 517                                        |
| Datenquelle: Historisches Gemeindeverzeichnis für Hessen: Die Bevölkerung der Gemeinden 1834 bis 1967. Wiesbaden: Hessisches Statistisches Landesamt, 1968. Weitere Quellen: LAGIS; Stadt Büdingen; Zensus 2011 |                                            |                                            |                                            |                                            |

Historische Religionszugehörigkeit
| • 1961: | 283 evangelische (= 79,49 %), 60 katholische (= 16,85 %) Einwohner |

## Politik
Für Calbach besteht ein Ortsbezirk (Gebiete der ehemaligen Gemeinde Calbach) mit Ortsbeirat und Ortsvorsteher nach der Hessischen Gemeindeordnung.
Der Ortsbeirat besteht aus fünf Mitgliedern. Bei den Kommunalwahlen in Hessen 2021 betrug die Wahlbeteiligung zum Ortsbeirat 58,10 %. Alle Kandidaten gehörten der „Calbacher Liste“ an. Der Ortsbeirat wählte Frank Lämmchen zum Ortsvorsteher.

## Kulturdenkmäler
Siehe: Liste der Kulturdenkmäler in Calbach